# Тарновский, Константин Николаевич
Константи́н Никола́евич Тарно́вский (7 октября 1921, с. Лучеса, Смоленская губерния — 8 июля 1987, Москва) — советский историк-историограф, специалист в области российской истории периода империализма. Доктор исторических наук, профессор. Автор около 200 научных работ.

## Биография
Отец, Николай Яковлевич, окончил до Первой мировой войны учительскую семинарию, после демобилизации стал учителем, затем журналистом, впоследствии — главный редактор «Учительской газеты». Мать — Мария Дмитриевна, окончила гимназию и работала учительницей. В середине 1930-х годов Тарновские переехали в Москву.
Окончив среднюю школу (1939), поступил на отделение литературы Московского института философии, литературы и истории (ИФЛИ), с первого курса которого был призван в ряды Красной Армии.
Участник Великой Отечественной войны с первых и до последних её дней. День Победы старший лейтенант Тарновский, кавалер двух орденов Красной Звезды и боевых медалей, встретил в Восточной Пруссии, командуя артиллерийской батареей.
Член ВКП(б) с 1947 года. Осенью того же года поступил на исторический факультет МГУ. Избирался членом и секретарём партбюро курса, кафедры, факультета. После окончания с отличием университета (1952) был рекомендован в аспирантуру по кафедре истории СССР. В 1955 году под руководством профессора А. Л. Сидорова защитил кандидатскую диссертацию «Формирование государственно-монополистического капитализма в России в годы Первой мировой войны», после чего был оставлен преподавателем на кафедре истории СССР.
С 1959 года работал в Институте истории АН СССР (с 1966 года вместе с В. П. Даниловым во главе тамошнего парткома), а с 1968 года — в Институте истории СССР. Один из идеологов так называемого нового направления в изучении социально-экономической истории России периода империализма.
31 марта 1970 года на Учёном совете Института истории СССР защитил докторскую диссертацию «Проблемы социально-экономической истории империалистической России на современном этапе советской исторической науки» (официальные оппоненты Е. Н. Городецкий, Л. М. Иванов и А. С. Нифонтов, Е. Д. Черменский), однако решение совета о присуждении степени доктора исторических наук не было утверждено ВАК.
Вторая докторская диссертация («Ленинская „Искра“ в борьбе за создание марксистской партии в России») была защищена в октябре 1981 года в Ленинградском отделении Института истории СССР.
Похоронен на Калитниковском кладбище.

## Основные работы
- Советская историография российского империализма. М., 1964;
- Illustrated History of the USSR: A Brief Outline. М., 1982;
- A Short History of the USSR. М., 1984 (в соавт. с И. Б. Берхиным и С. О. Шмидтом);
- Социально-экономическая история России (начало XX в): советская историография середины 50-х - 60-х гг. М., 1990.